# Memory Ashes
Memory Ashes is het zesde muziekalbum van de Franse band Pulsar. Het een reüniealbum; onbekend is of de band opnieuw opgestart wordt na bijna 20 jaar stilte; of dat het een eenmalige gebeurtenis is. Het album is moeilijk verkrijgbaar omdat het uitgegeven is een door klein Frans platenlabel.

## Musici
- Gilbert Gandil – toetsen, zang;
- Jacques Roman – toetsen;
- Victor Bosch – slagwerk ;
- Roland Richard – saxofoon, dwarsfluit, klarinet etc. met medewerking van :
- Louis Paralis – basgitaar, accordeon;
- Aurélia Dury – zang;
- Edith Chaffard – cello
- Eric Duope – geluid.

## Composities
1. Memory Ashes I (7:52)
2. Memory Ashes II (7:58)
3. Memory Ashes III (4:50)
4. Memory Ashes IV (5:24)
5. Monks (10:45)
6. Respire (8:54)

Alle composities door de groep zelf.